# 杜肯級重巡洋艦

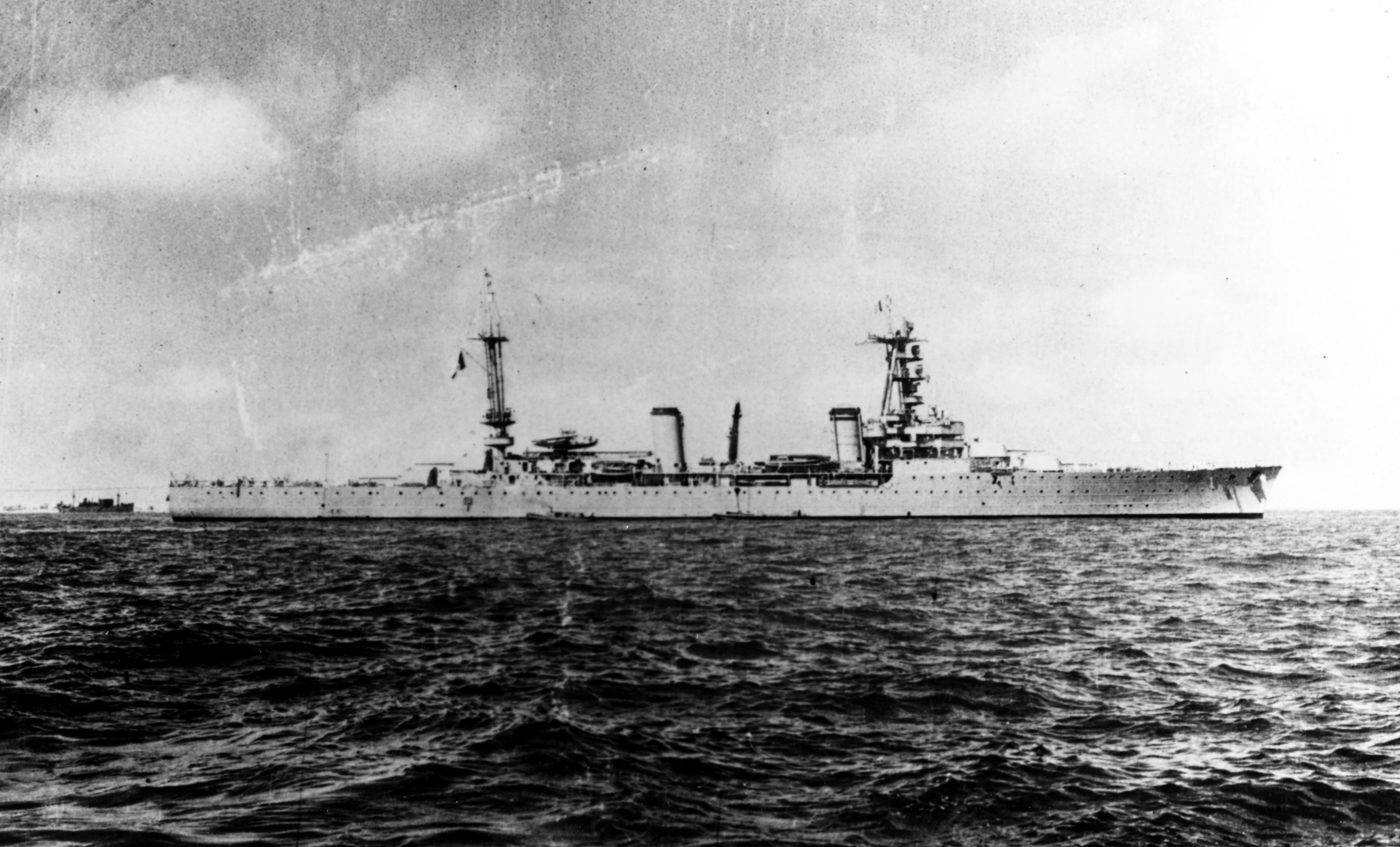
1943年法國重型巡洋艦杜肯號

杜肯級重巡洋艦（法語：Duquesne class）是为法国海军建造的華盛頓海軍條約第一個重型巡洋舰級。杜肯級遭到海军設計師的批评，因为杜肯級的装甲很薄，而且噸位很轻。但是，杜肯級被认为是可以维持30節（56每小時；35英里每小時）良好操縱性和适航能力的軍艦。

## 設計與說明
杜肯級的设计源自迪蓋-特魯安級輕巡洋艦的扩大版，配备了203-（8-英寸）炮。杜肯級的总长度为191（626英尺8英寸），最寬19（62英尺4英寸） ，吃水6.45（21英尺2英寸）。杜肯級的标准排水量为10,160公噸（10,000長噸），滿載排水量下为12,435 t（12,239 long ton）。船体被16个舱壁分成17个水密舱室。杜肯級的船员通常由605名人员组成，若作為旗艦則再增加30名。

## 同級艦
| 艦隻               | 下水日期       | 服役日期      | 結局             |
| ------------------ | -------------- | ------------- | ---------------- |
| 杜肯號重巡洋艦     | 1925年12月17日 | 1928年12月6日 | 1955年7月2日拆解 |
| 圖爾維爾號重巡洋艦 | 1926年8月24日  | 1928年12月1日 | 1962年3月8日拆解 |

## 服役歷史
杜肯號在第二次世界大战的头几个月中，被分配到一个南大西洋狩獵群，以寻找德國的施佩伯爵將軍號裝甲艦，而圖爾維爾號刞在地中海寻找德国船只。这两艘战舰在意大利宣战后被分配给地中海的X部队，并于1940年至1943年中在亚历山大港“非军事化”。然后两艘都在美国进行改装，拆除鱼雷管、弹射器和水上飞机，并增强防空武器，包括八门波佛斯40公釐高射砲和16门厄利孔20毫米機炮。杜肯級在大西洋中部巡逻，以寻找轴心国的海軍。但是杜肯級的防空系统仍然被认为不足以为諾曼第戰役提供支援。杜肯號是1944年12月成立的自由法国海军特遣队的一部分，该部队轰炸了部署在法国大西洋沿岸的德軍；戰後，杜肯級都参加了第一次印度支那戰爭。

杜肯號重巡洋艦的原始佈局

改裝後的圖爾維爾號重巡洋艦：增強的防空武器，拆卸了水上飛機,魚雷發射器和船尾桅杆

## 参考

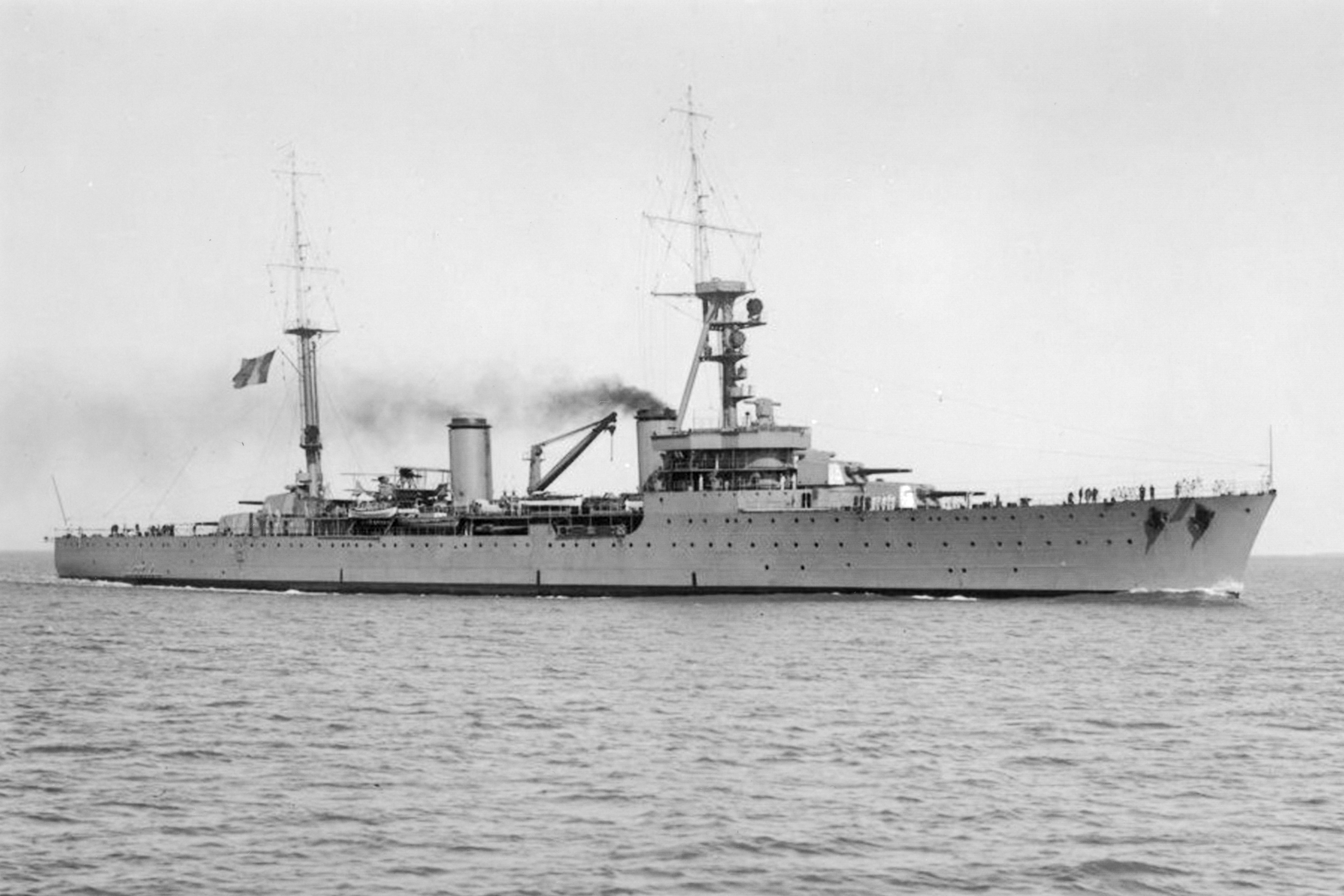
圖爾維爾號重巡洋艦(1929)

## 脚注
1. ↑  le Masson, pp. 91–93
2. ↑  Jordan & Moulin, pp. 44, 47
3. ↑  Auphan & Mordal, pp. 292, 318, 351–354, 368